# Bretzel
Un bretzel est une pâtisserie salée traditionnelle à base de pâte de brioche, pochée dans une solution alcaline, en forme de nœud ou de bras entrelacés, et recouvert d'éclats de gros sel. 
Un des symboles traditionnels anciens des cultures alsacienne et allemande, déclinés sous de nombreuses variantes sucrées salées, il est souvent associé au sud de l'Allemagne (Brezel ou Laugenbrezel en allemand standard, Brezn en bavarois, Bretzet ou Bretzg en souabe, Bretschl en alémanique), bien que sa région d'origine soit inconnue, et très répandu en Alsace (Bredschdel ou Bretzel pour les Bas-Rhinois et Mosellans, ou Bradschdal ou Bratzel pour les Haut-Rhinois), dans le nord de la Suisse, en Autriche (Brezerl), au Grand-Duché de Luxembourg et, dès le milieu du XIXe siècle, aux États-Unis (pretzel).

## Étymologie
Transcription phonétique de l'allemand Brezel, issu du latin populaire brachitella, dérivé de bracchium, « bras ».
Ce mot, prononcé traditionnellement /bʁɛt.sɛl/, est habituellement du genre masculin en français, mais aussi parfois du féminin (notamment en Alsace). En alsacien et en allemand standard, son genre est féminin.

## Présentation
Un bretzel traditionnel est composé de farine, eau, beurre, levure de boulanger et sel, qu'on fait d'abord pocher à l'eau additionnée de bicarbonate de sodium, puis qu'on saupoudre de gros sel avant la cuisson au four. Le bretzel devrait être mangé le jour de sa fabrication.
Il est décliné en de nombreuses variantes sucrées salées, sous forme de petits pains tels que les pains de Sils (Suisse) et plus généralement les Laugengebäck en Allemagne. Une version allongée et courte est nommée mauricettes en Alsace ou en Suisse alémanique. Le bagel est fait à partir de la même pâte, du même procédé de cuisson après avoir été ébouillanté (mais dans de l'eau non bicarbonatée) et parsemé de graines (sésame, pavot, etc.) au lieu de gros sel.

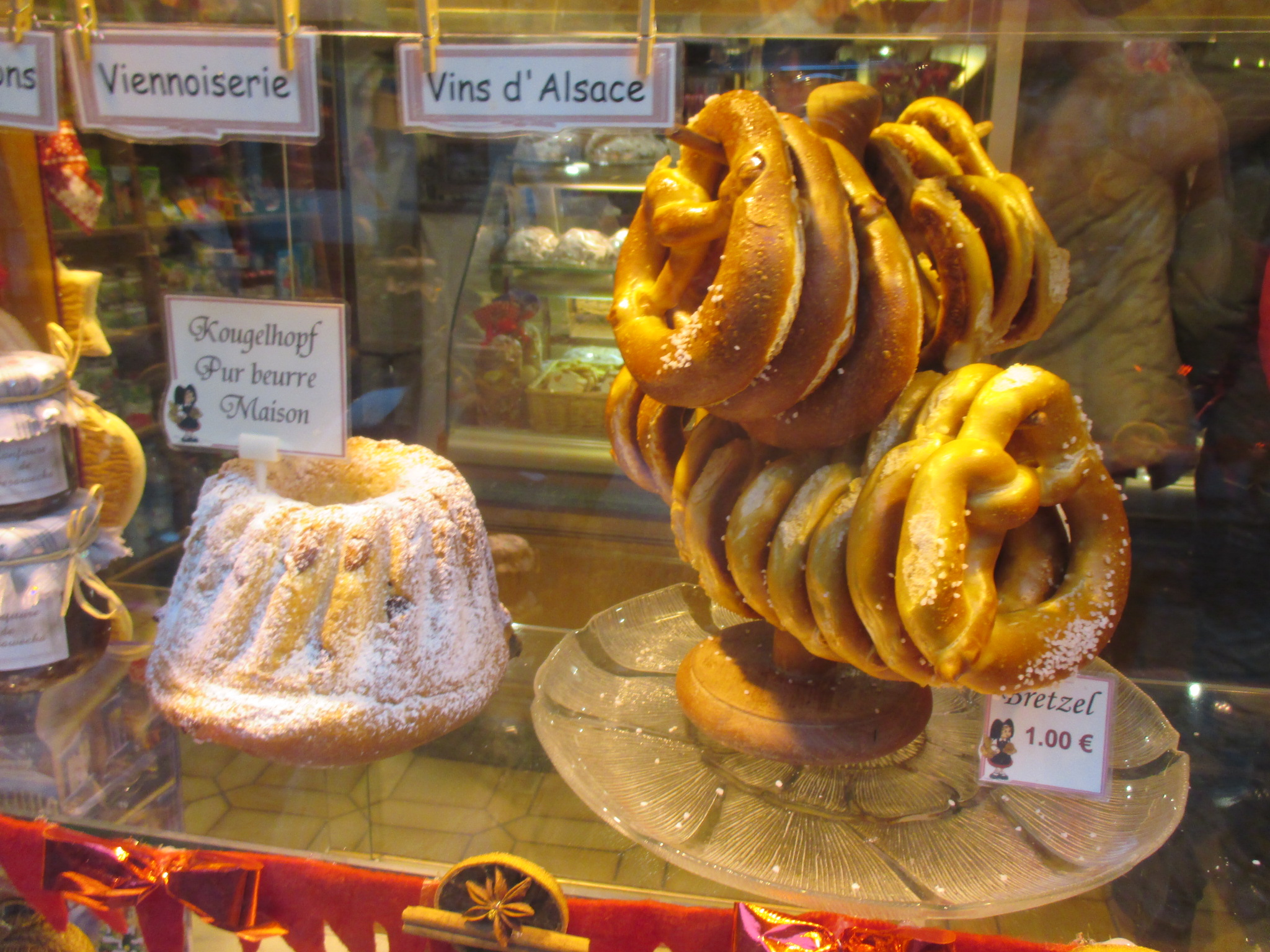
Marché de Noël de Kaysersberg.
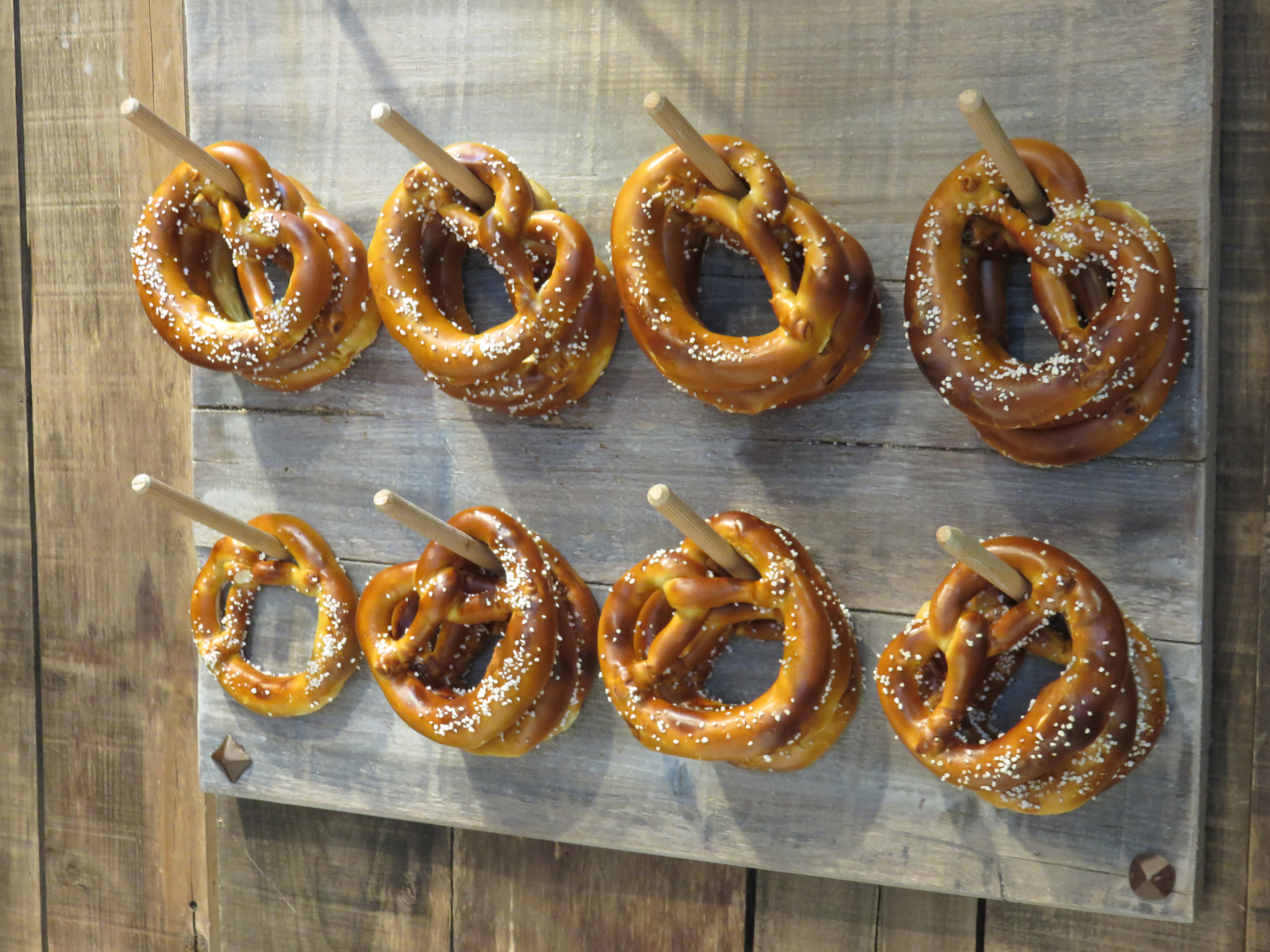
Bretzel salé.
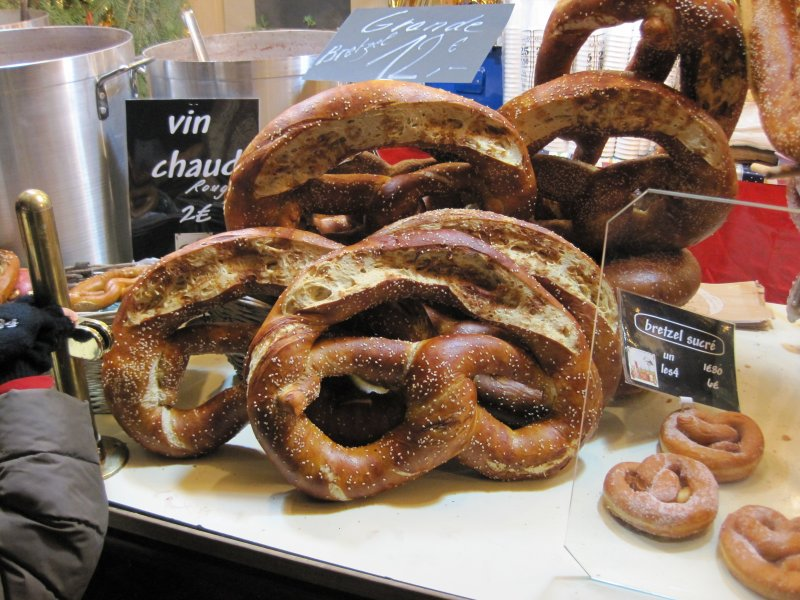
Marché de Noël de Colmar.
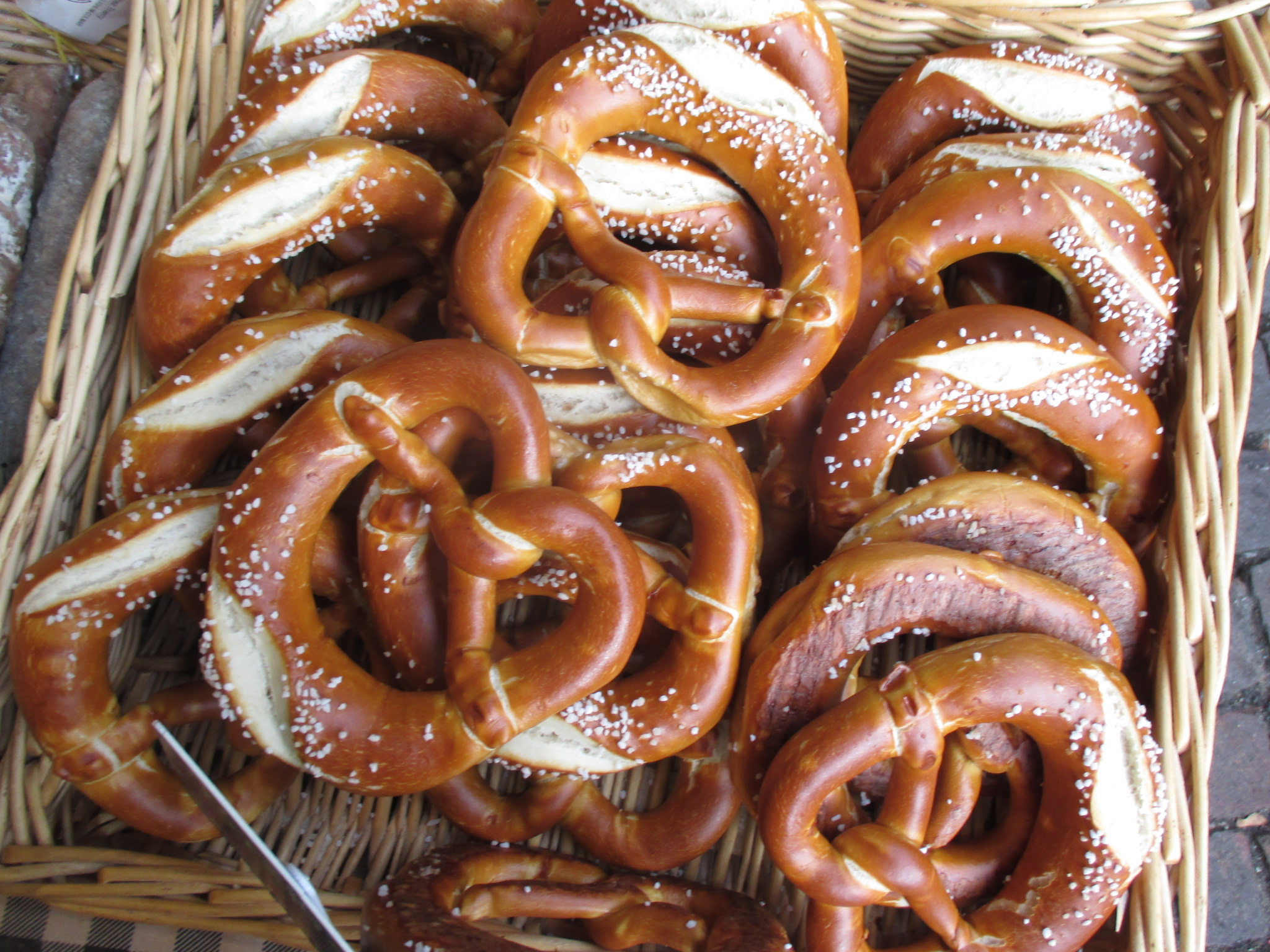
Bretzel salé.
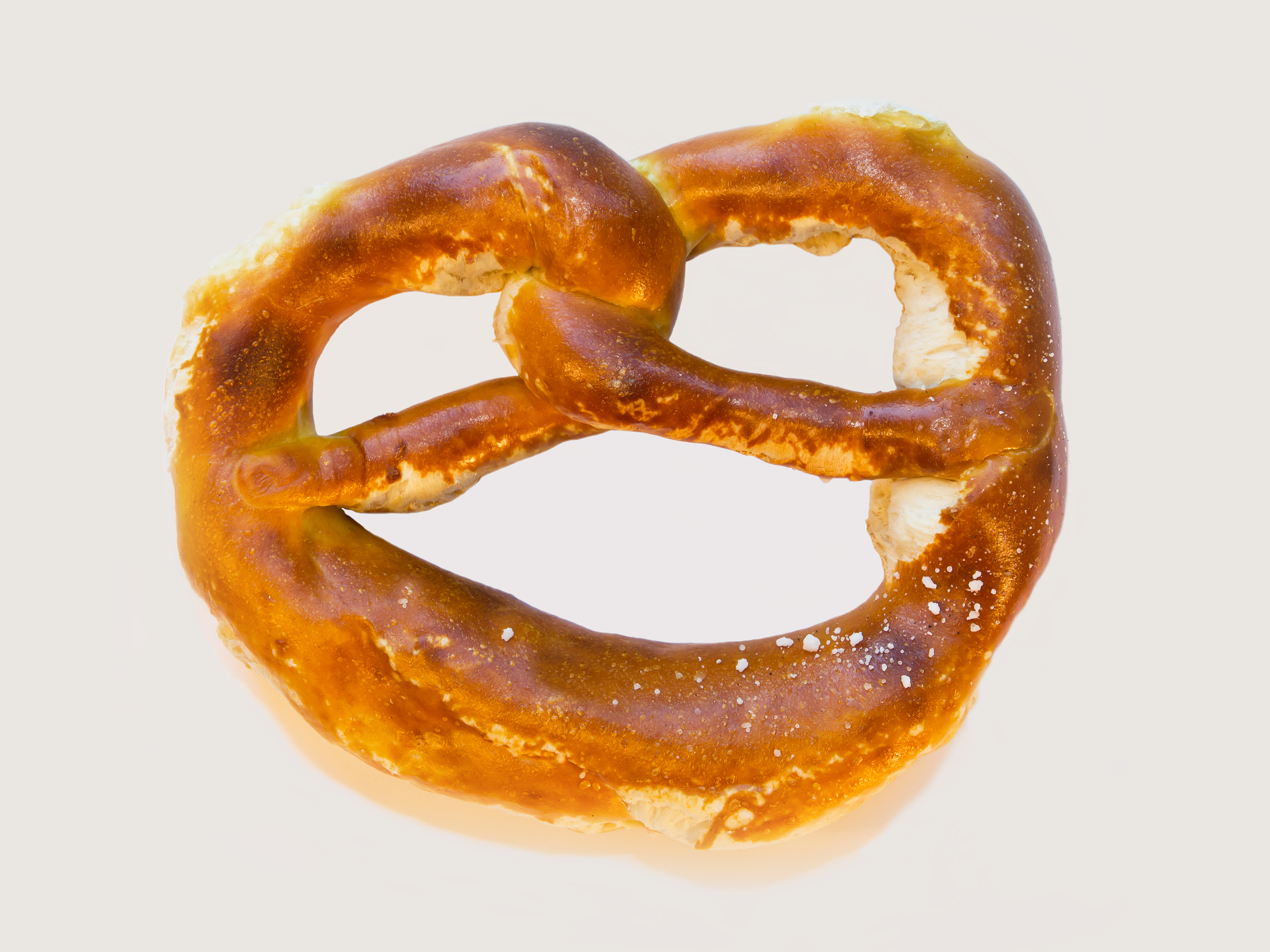
Bretzel allemand.
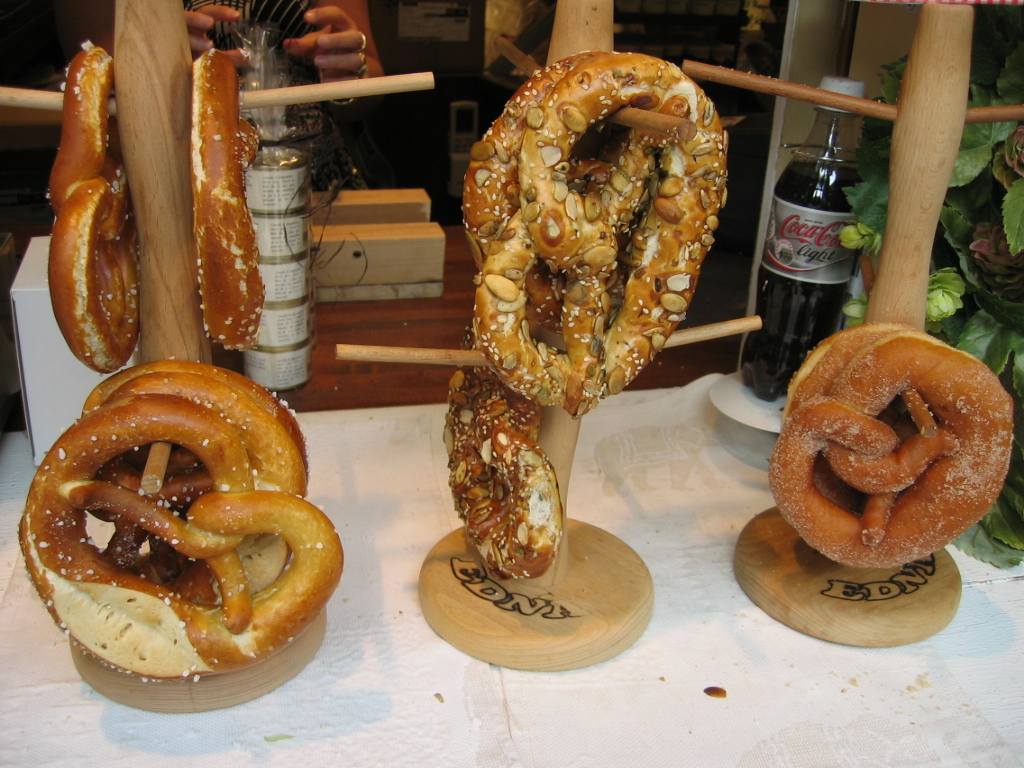
Boulangerie de Riquewihr.
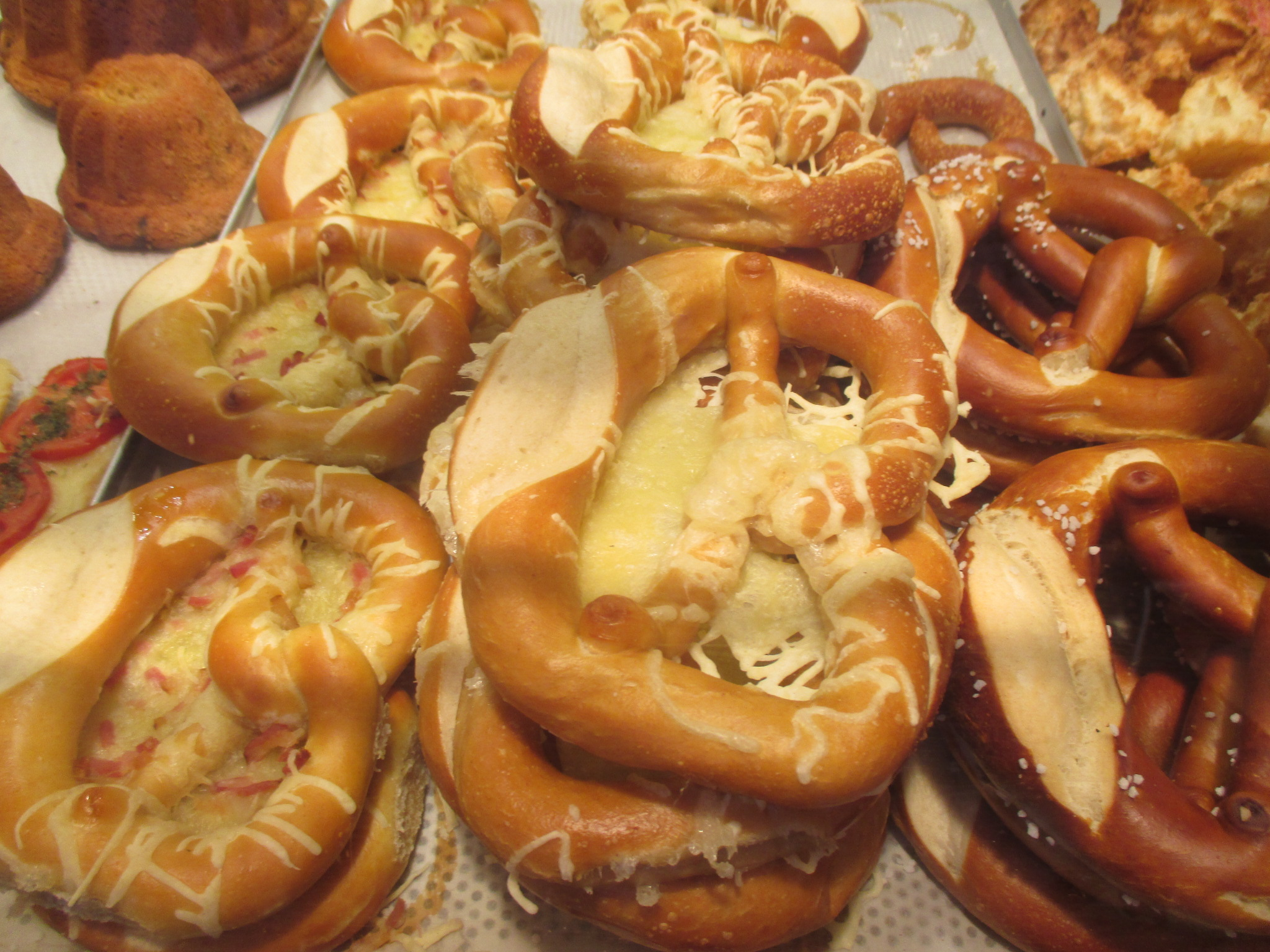
Avec gruyère et lardons.
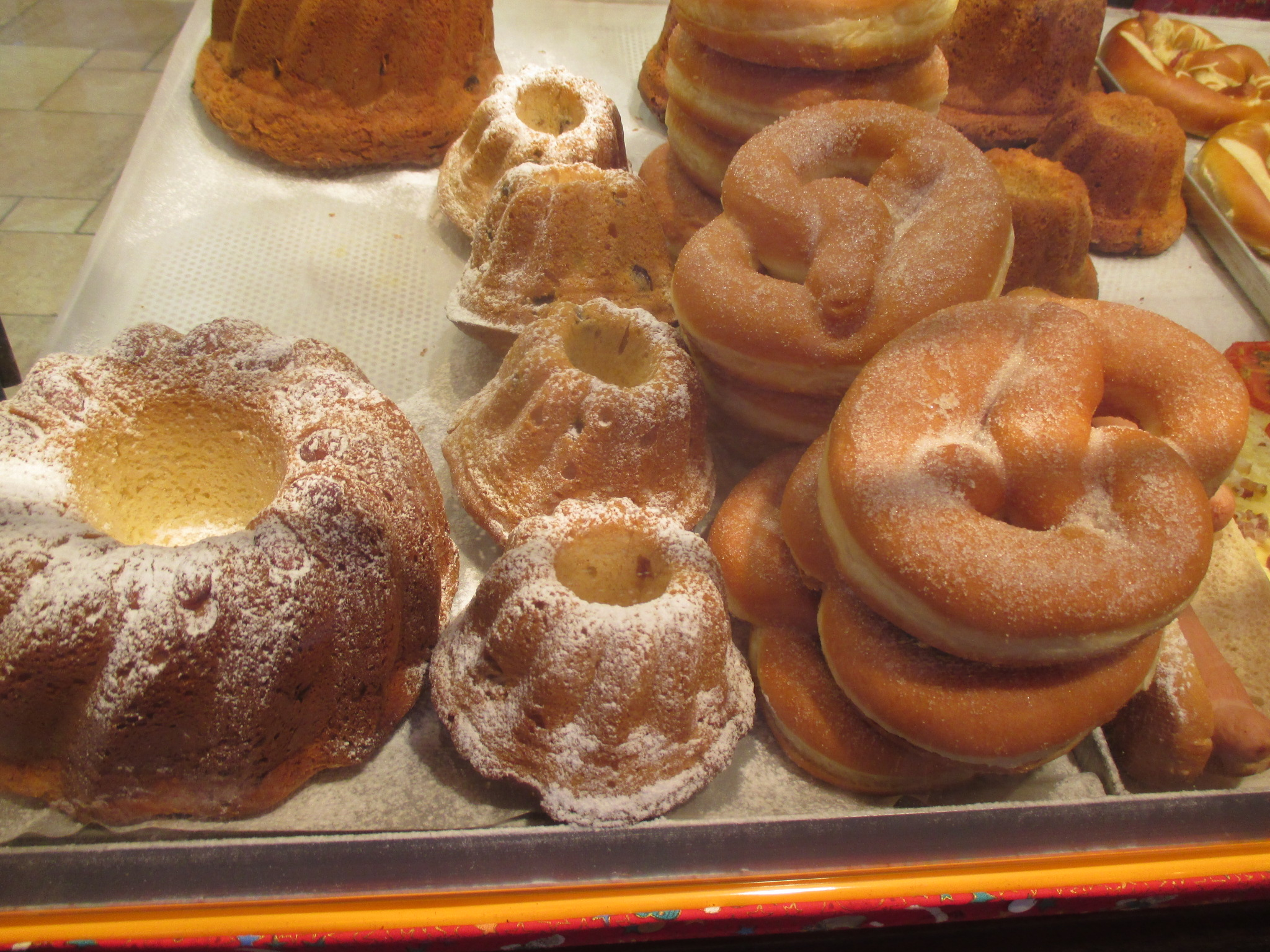
Kouglofs et bretzels sucrés.
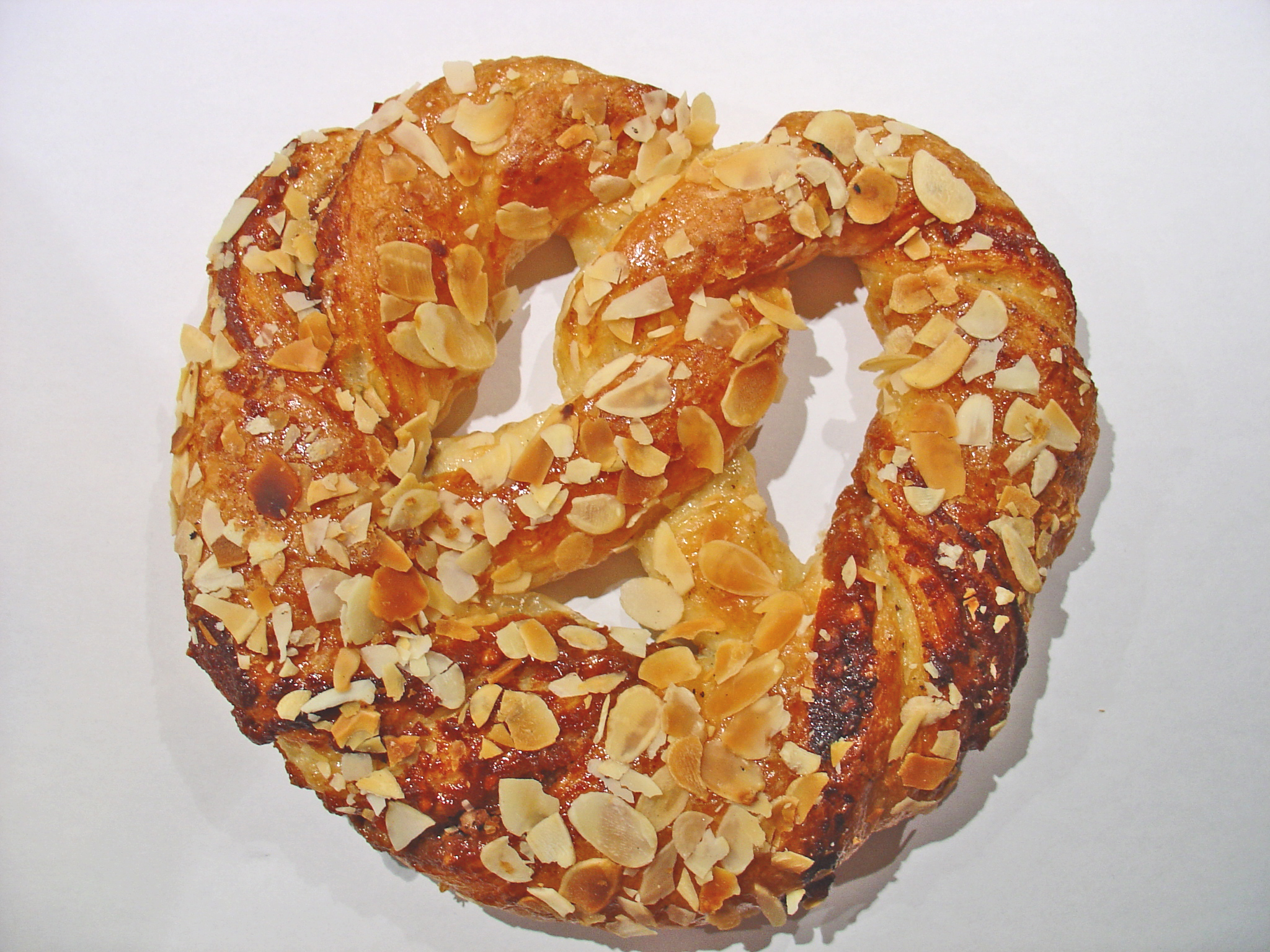
Bretzel luxembourgeois, aux amandes.
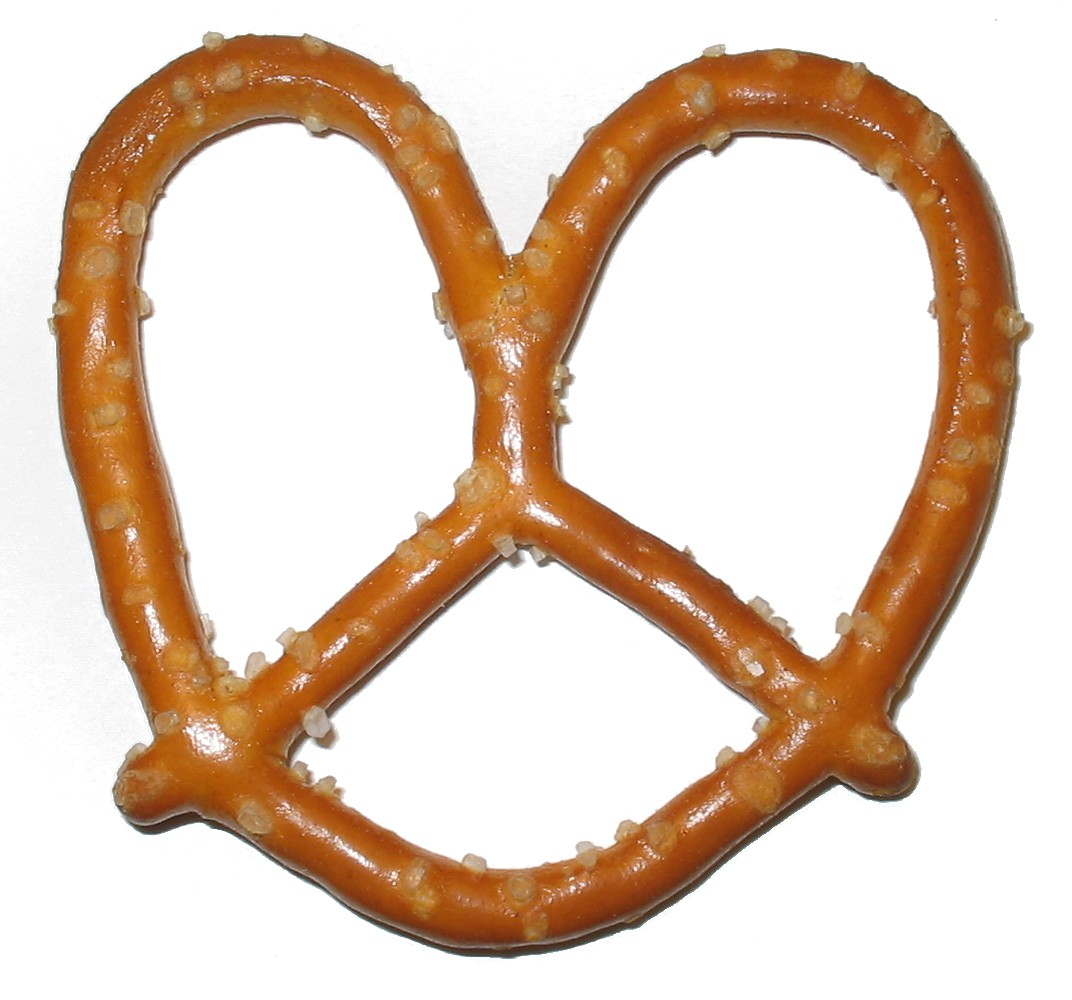
Bretzel sec apéritif, industriel.
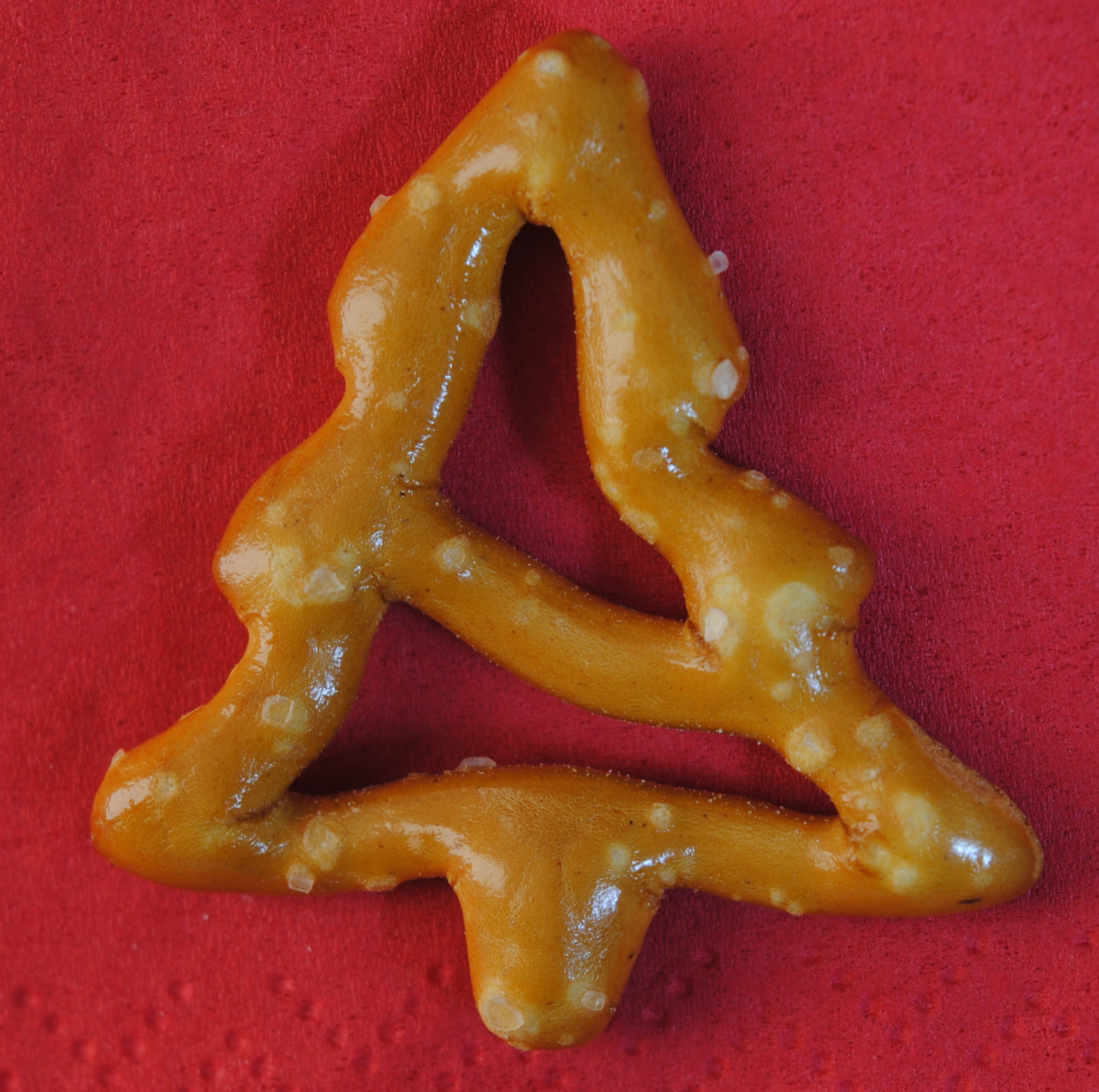

## Histoire
Le bretzel est attesté, dès 743, dans la culture monastique carolingienne. Le Hortus deliciarum, manuscrit enluminé du XIIe siècle rédigé à l'abbaye de Hohenbourg du mont Sainte-Odile en Alsace, et le Chronica Majora, manuscrit enluminé anglais du XIIIe siècle conservé au Corpus Christi College de l'université de Cambridge et à la British Library de Londres, montrent tous deux un bretzel.

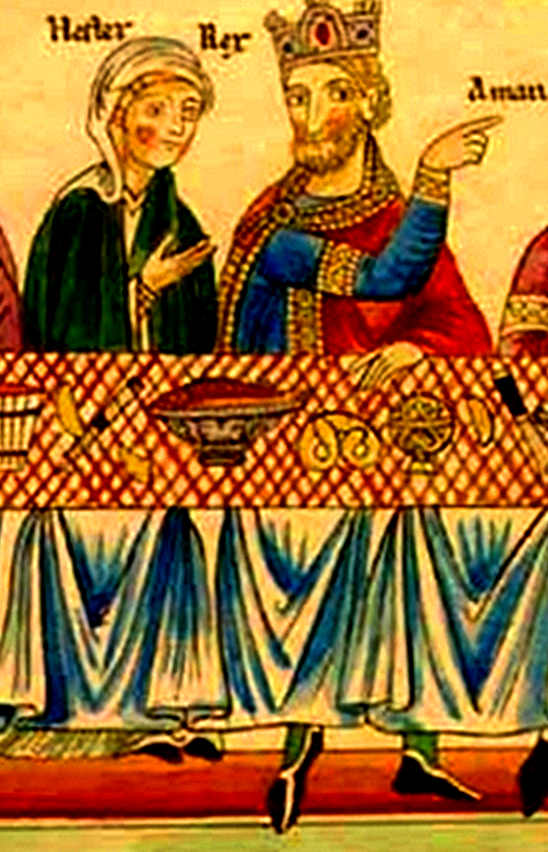
Hortus deliciarum (1190).
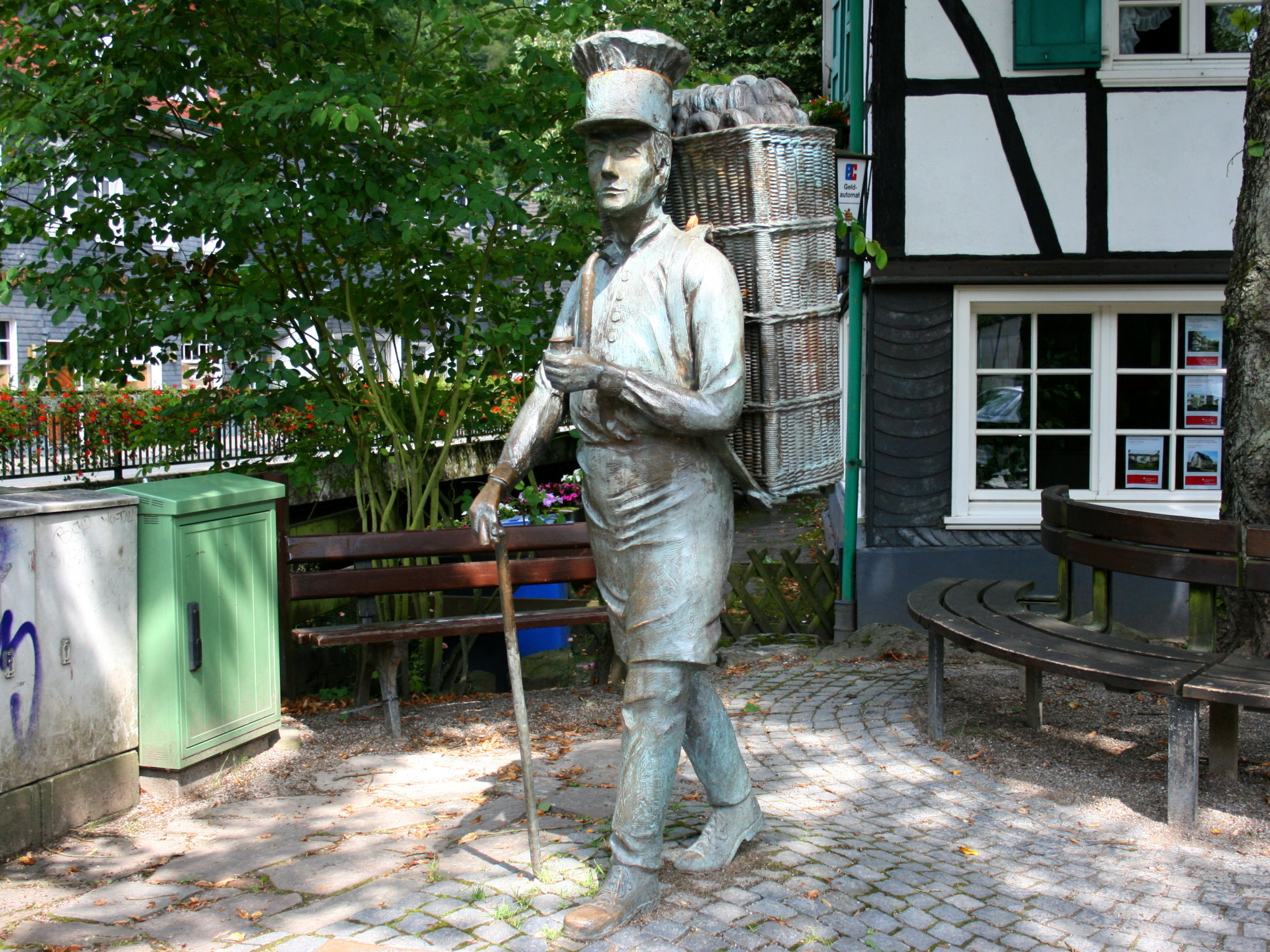
Vendeur de bretzels à Solingen (Allemagne).
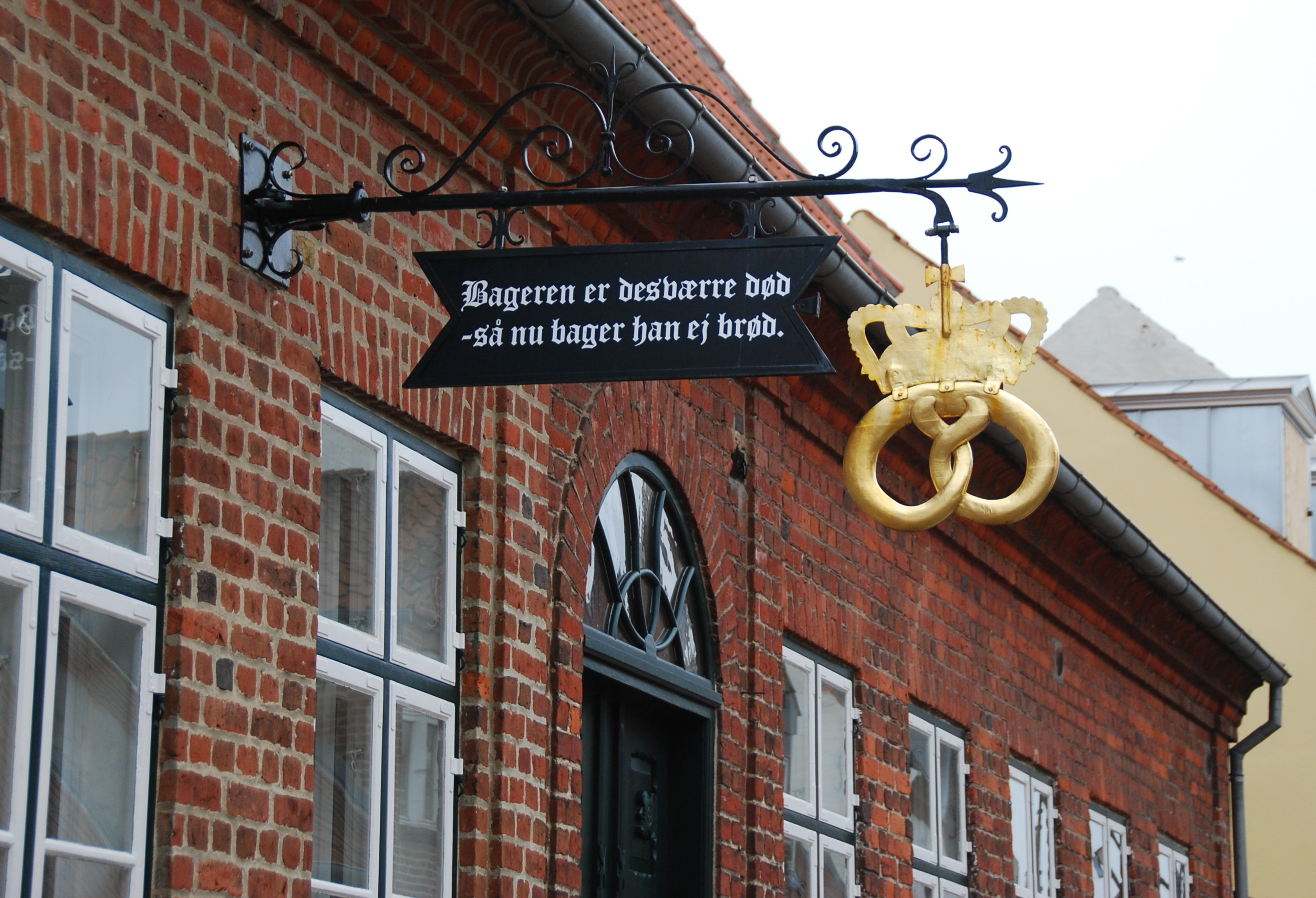
Enseigne au Danemark.
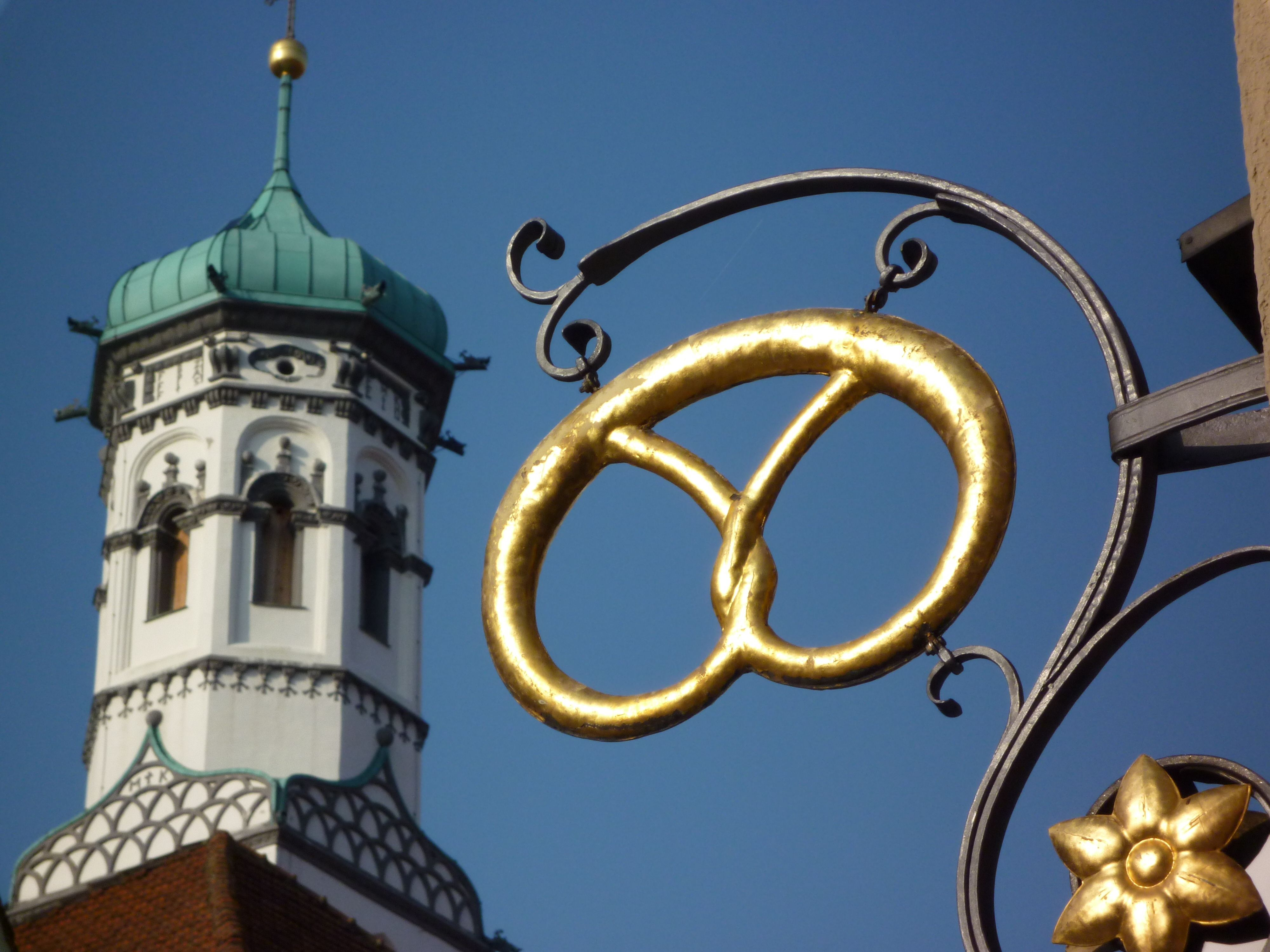
Enseigne en Bavière.

## Culture et histoire populaire
- Le bretzel est un des symboles traditionnels anciens des cultures alsacienne, allemande, et germanique.
- Ce symbole est souvent représenté sur les enseignes des boulangeries des pays germaniques d'Europe comme l'Allemagne, ou l'Autriche.
- En art, dès l'époque médiévale, des bretzels sont représentés dans des enluminures ou des natures mortes.
- À Malmedy, en Belgique, le bretzel est appelé britzèl en wallon et est utilisé pour décorer un des costumes traditionnels du carnaval de Malmedy : le Boulanger (Boldjî en wallon)[4].
- Selon une histoire locale, liée à l’étymologie du mot, le bretzel serait né en 1477. Un boulanger de la cour, originaire de Bouxwiller, dans le Bas-Rhin, se serait fait emprisonner par le roi après avoir mal cuit son pain. Il risquait d'être exécuté. Cependant, la femme du boulanger aurait supplié le roi de laisser à son homme une dernière chance. Ainsi, le roi lui aurait imposé cet ultimatum : le boulanger serait sauvé s'il inventait, sous trois jours, un pain « au travers duquel le Soleil brillerait trois fois ». Alors que le boulanger était dans sa cuisine et cherchait désespérément à inventer une nouvelle recette, il vit à travers la fenêtre de la cuisine sa femme prier à genoux pour lui, les bras posés sur sa poitrine en forme de croix. En voyant ainsi sa femme, le boulanger eut une idée : il croisa les deux extrémités d'un ruban de pâte, pour reproduire la posture qu'avait adoptée sa femme, formant ainsi trois trous, à travers lesquels le Soleil pouvait briller trois fois, comme l'exigeait le roi. Mais au dernier moment, avant d'enfourner ces pains qui seront plus tard appelés « bretzels », le chat fit tomber un produit utilisé d'habitude pour nettoyer les plaques de four. Étant donné que le boulanger n'avait plus assez de temps pour repétrir une nouvelle pâte, il les enfourna ainsi et ce produit renversé par le chat, une solution de bicarbonate de soude, donna naissance au bretzel saumuré[5].
- Une autre histoire populaire alsacienne, localisée dans la région de Colmar, fait de Brescello, petit village d'Italie, le village d'origine du boulanger ayant inventé le bretzel, venu d'Italie du nord après la Guerre de Trente Ans (1618-1648), et qui aurait voulu honorer sa création en lui donnant le nom de son village d'origine.
- En breton et en vieil irlandais, « catu » (ou cathou) veut aussi dire « bretzel ».
- Le bretzel a visiblement inspiré à Greg le nom du Bretzelburg, pays fictif apparaissant dans QRN sur Bretzelburg, bande dessinée de la série Spirou et Fantasio.

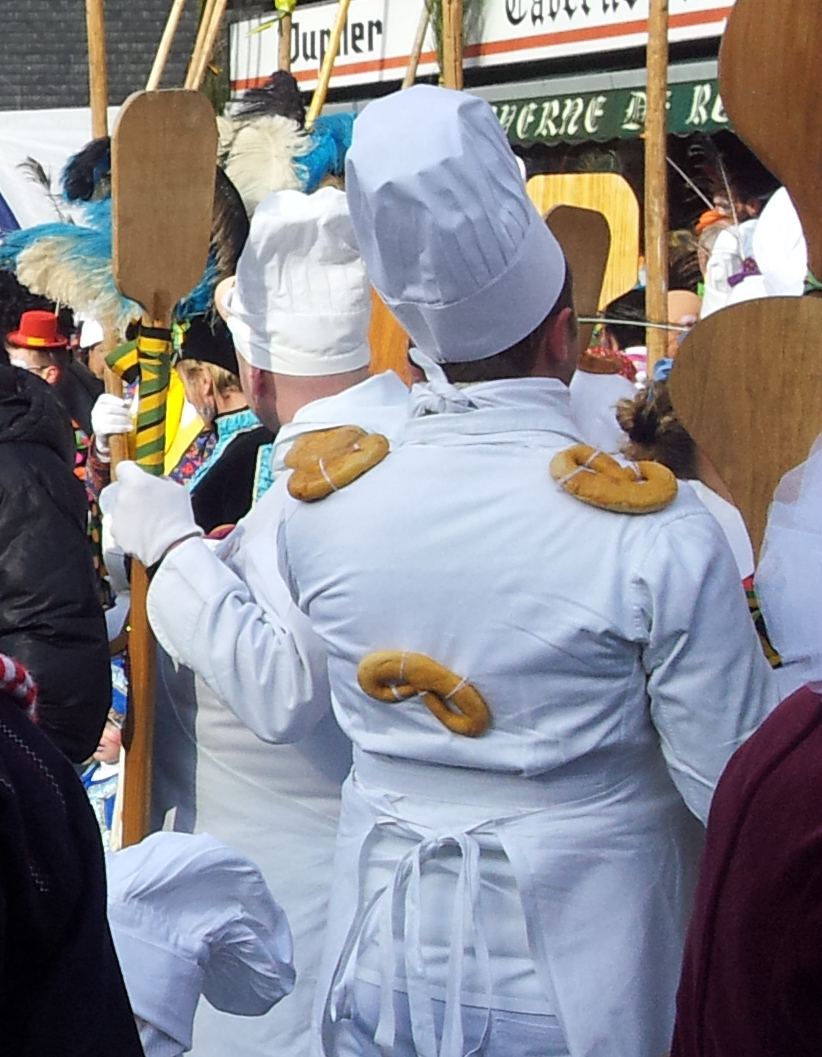
Carnaval de Malmedy, en Belgique.
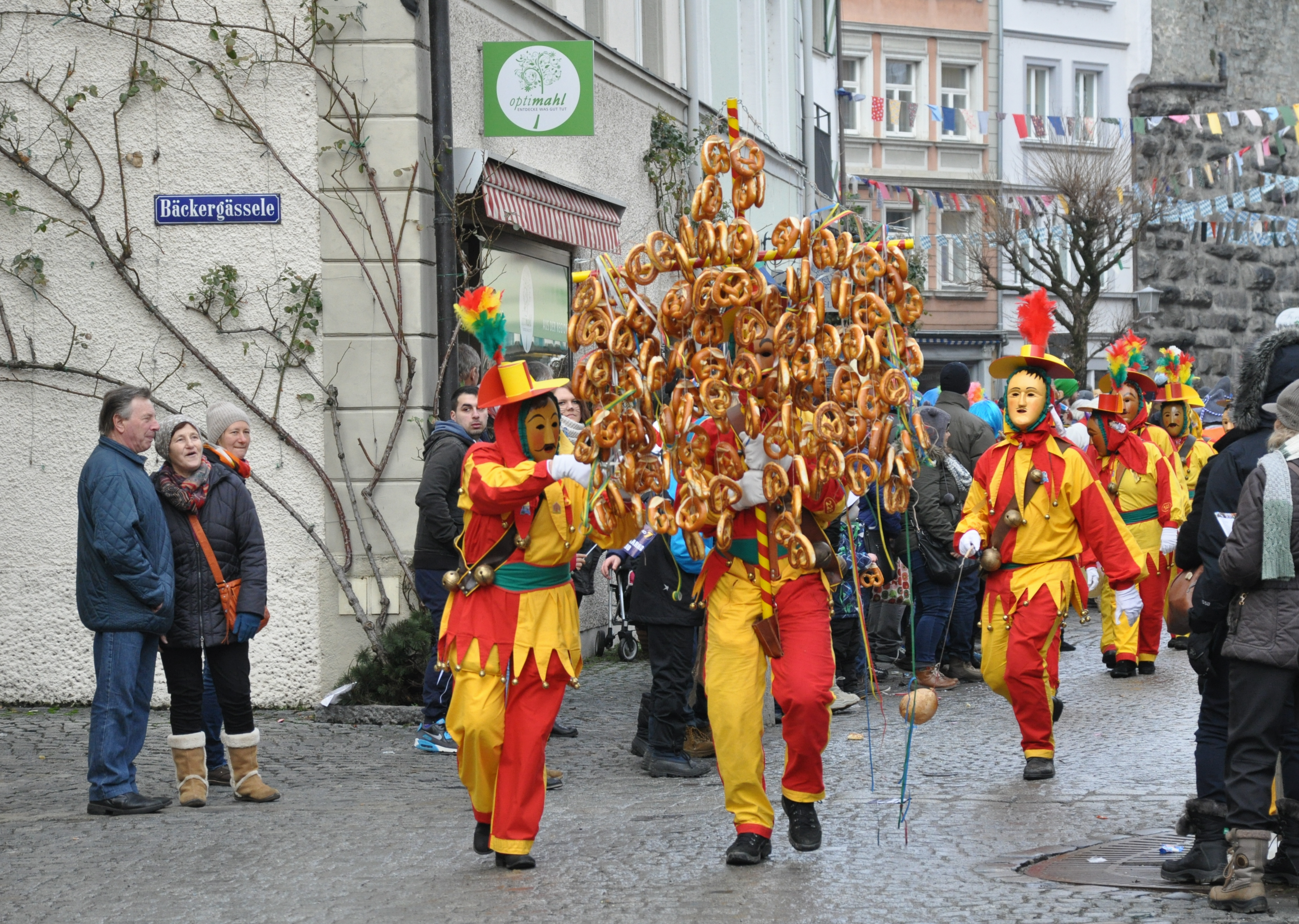
Carnaval de Lindau (Bavière).
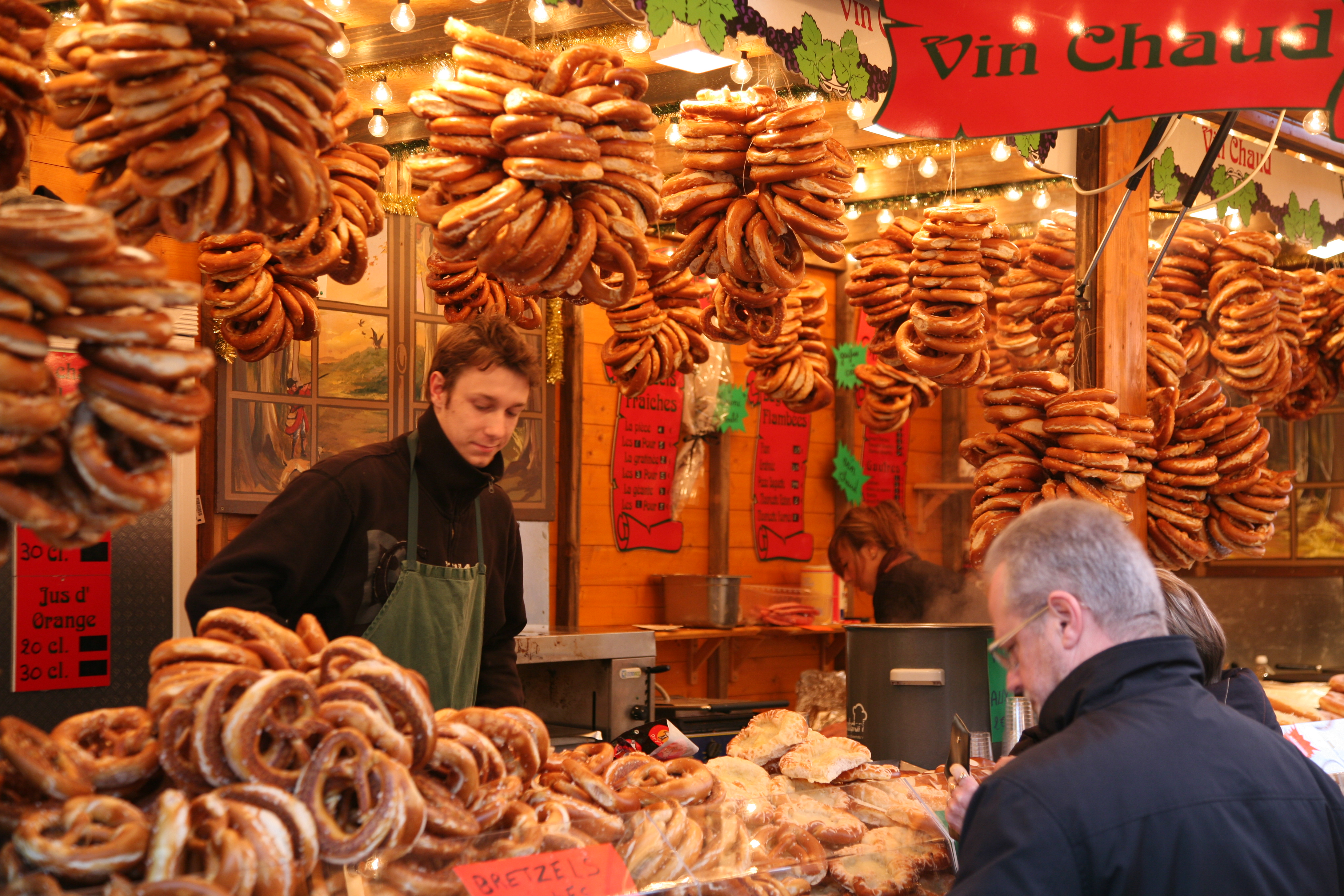
Marché de Noël de Strasbourg (Christkindelsmärik).
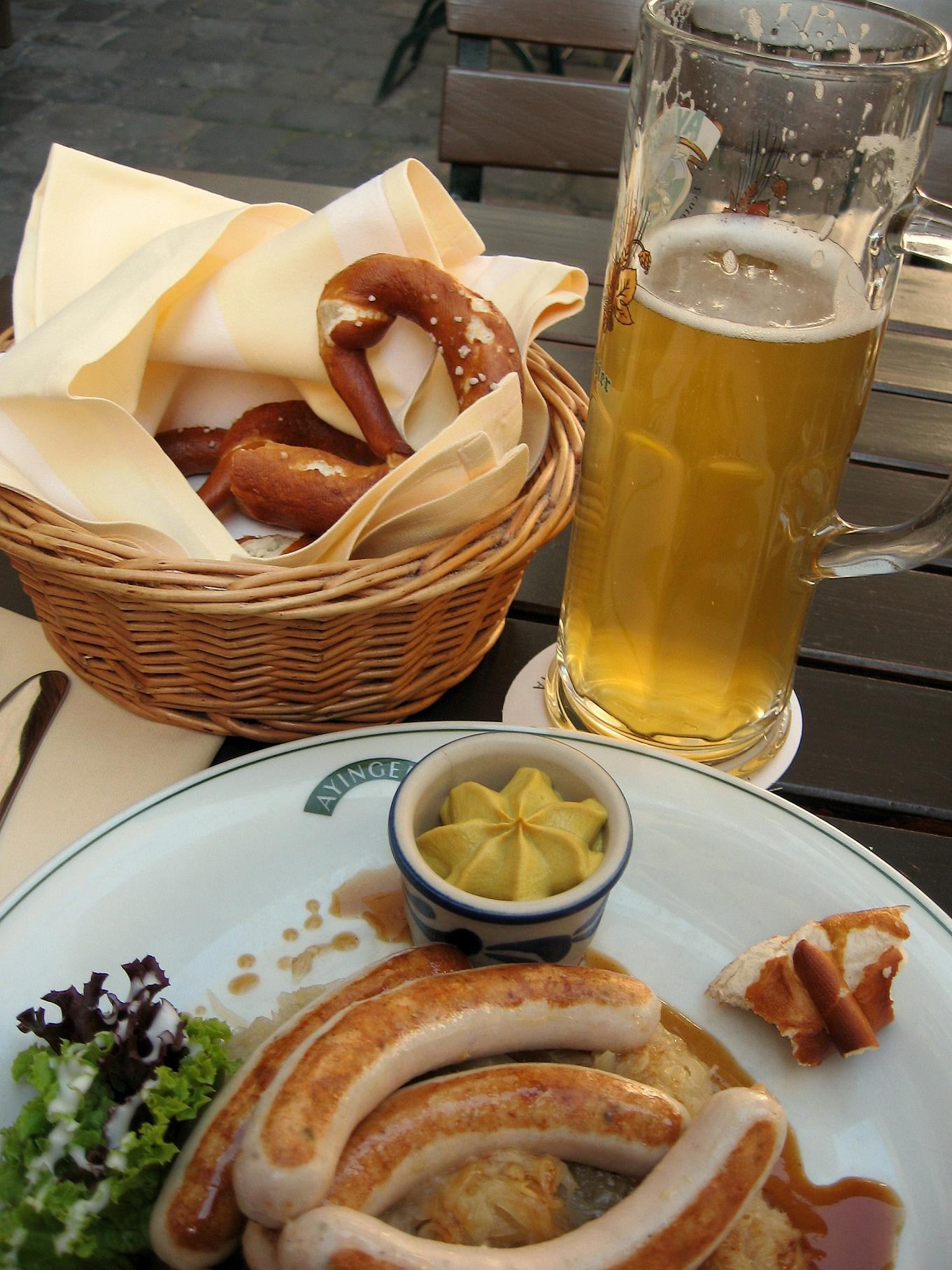
Cuisine allemande en Bavière.